# Aloe ikiorum
Aloe ikiorum ist eine Pflanzenart der Gattung der Aloen in der Unterfamilie der Affodillgewächse (Asphodeloideae). Das Artepitheton ikiorum verweist auf die Ethnie der Ik, die am Fundort der Art lebt.

## Beschreibung

### Vegetative Merkmale
Aloe ikiorum wächst einzeln und stammbildend. Der anfangs liegende und dann aufrechte, selten verzweigte Stamm erreichte eine Länge von 20 bis 30 Zentimeter und ist 5 bis 7 Zentimeter dick. Die 12 bis 24 ausgebreiteten, lanzettlichen Laubblätter bilden eine dichte Rosette. Die Blattspreite ist 20 bis 40 Zentimeter lang, 4 bis 6 Zentimeter breit und 0,3 bis 0,5 Zentimeter dick. Die Blattoberseite ist leuchtend grün, die Unterseite blasser graugrün. Die Blattoberfläche ist glatt. Auf ihr befinden sich zahlreiche, undeutliche weiß-grünliche Längslinien. Die weichen, hakenförmigen, braun gespitzten Zähne am weißlichen Blattrand sind etwa 2 Millimeter lang und stehen 4 bis 16 Millimeter voneinander entfernt. Der blassgelbe Blattsaft trocknet gelblich braun.

### Blütenstände und Blüten
Der aufrechte Blütenstand weist vier bis fünf weit ausgebreitete Zweige auf und erreicht eine Länge von 85 bis 155 Zentimeter. Die aufrechten, dichten, kopfigen Trauben sind 3 bis 8 Zentimeter lang. Die linealisch-lanzettlichen Brakteen weisen eine Länge von etwa 18 Millimeter auf und sind 2 Millimeter breit. Die zylindrischen, gebogenen, kahlen, rosarötlichroten Blüten verblassen zu ihrer Mündung hin zu blassgelb und stehen an etwa 10 bis 13 Millimeter langen Blütenstielen. Sie sind etwa 24 Millimeter lang. Auf Höhe des Fruchtknotens weisen die Blüten einen Durchmesser von 6 Millimeter auf. Darüber sind sie leicht auf 4 Millimeter verengt und schließlich zur Mündung erweitert. Ihre äußeren Perigonblätter sind auf einer Länge von 8 bis 10 Millimetern nicht miteinander verwachsen. Die Staubblätter und der Griffel ragen kaum aus der Blüte heraus.

## Systematik und Verbreitung
Aloe ikiorum ist in Uganda im Distrikt Kaabong zwischen Hyparrhenia-Arten verbreitet.
Die Erstbeschreibung durch Maurizio Dioli und Gilfrid Powys wurde 2012 veröffentlicht.

## Nachweise
- Maurizio Dioli: Aloe ikiorum: A new species from Uganda. In: Cactus and Succulent Journal. Band 83, Nummer 6, 2011, S. 270–274 (doi:10.2985/0007-9367-83.6.270).